# Megalastrum masafuerae
Megalastrum masafuerae är en träjonväxtart som beskrevs av Sundue, Rouhan och R. C. Moran. Megalastrum masafuerae ingår i släktet Megalastrum och familjen Dryopteridaceae. Inga underarter finns listade.